# Dietmar Werner (Politiker)

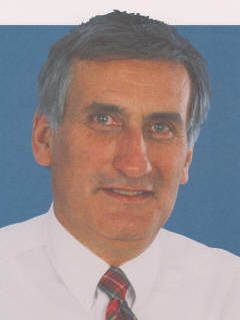
Dietmar Werner im Jahr 1994

Dietmar Werner (* 24. November 1941 in Leipzig) ist ein deutscher Ingenieur und Politiker. Er war von 1990 bis 1998 CDU-Abgeordneter im Thüringer Landtag.
Dietmar Werner erlangte 1960 den Berufsabschluss als Galvaniseur und arbeitete anschließend als Laborant. Von 1961 bis 1964 studierte er in Dresden an der Ingenieurschule für Maschinenbau und schloss das Studium mit dem akademischen Grad als Ingenieur für Galvanotechnik ab. Es folgten ein Zusatzstudium und 1969 der Abschluss als Fachingenieur für Korrosion und Korrosionsschutz. Von 1966 bis 1990 war Werner als Projektierungsingenieur, Abteilungsleiter, Technischer Leiter und Vorhabenleiter im VEB Büromaschinenwerk Sömmerda tätig.
1990 wurde Werner Fraktionsvorsitzender der CDU im Kreistag Sömmerda. Er war Mitglied des Verwaltungsrates der Kreissparkasse Sömmerda.